# Barrière-de-Paris (métro de Toulouse)
Ne doit pas être confondu avec Liste des barrières de Paris.
Pour l’article homonyme, voir Barrière-de-Paris.
Barrière-de-Paris est une station de la ligne B du métro de Toulouse. Elle est située à la Barrière de Paris, au cœur du quartier du même nom, dans le nord de la ville de Toulouse.

## Situation sur le réseau
La station est située sur la ligne B du métro de Toulouse, entre les stations La Vache au nord et Minimes-Claude-Nougaro au sud.

## Histoire
Lors de son inauguration le 30 juin 2007, cette station était équipée d'un quai à 11 portes qui ne lui permettait que de recevoir des rames à 2 voitures. Son nom vient de la présence d'une barrière de passage sur la route qui mène à Paris, et que l'on appelle aujourd'hui avenue des États-Unis, à l'époque où Toulouse pratiquait l'octroi[réf. nécessaire].
La station a enregistré près d'1,8 million de validations en 2016. En 2018, 1 938 647 voyageurs sont entrés dans la station, ce qui en fait la 23e station la plus fréquentée sur 37 en nombre de validations.

## Services aux voyageurs

### Accès et accueil
La station est accessible depuis 3 entrées : une située au niveau de l'avenue des Minimes, une située au niveau du boulevard Pierre-et-Marie-Curie, près de la station VélôToulouse, et la dernière au niveau du Carrefour Market du boulevard Silvio-Trentin. Elle est accessible depuis 3 ascenseurs situés à chaque entrée, ainsi que 3 escaliers. Il n'y a pas d'escalator pour accéder à la station.
L'entrée de la station mène ensuite à une salle des billets, avec les guichets automatiques pour acheter les titres de transports, ainsi que les entrées pour accéder aux quais.

"installations
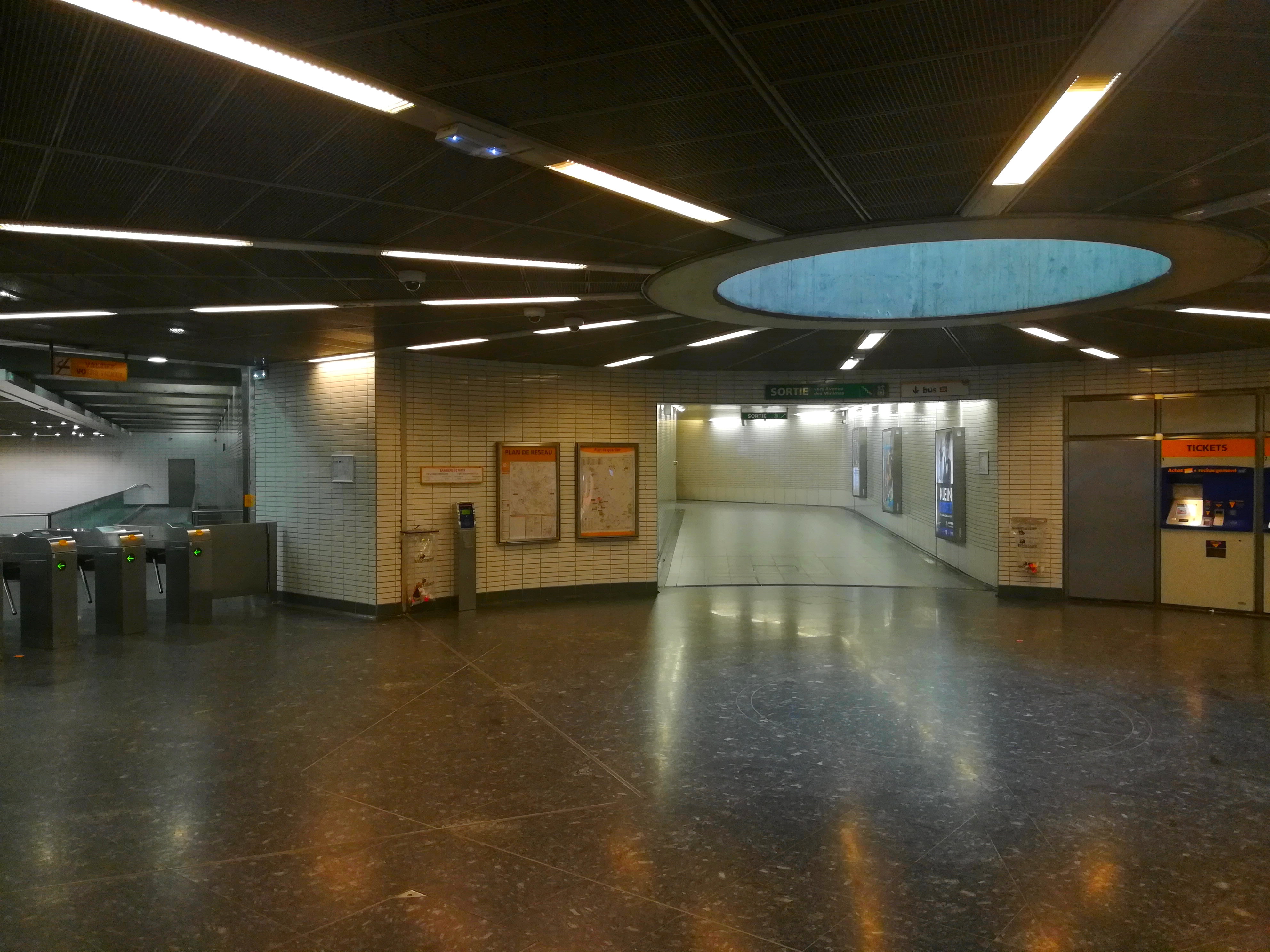
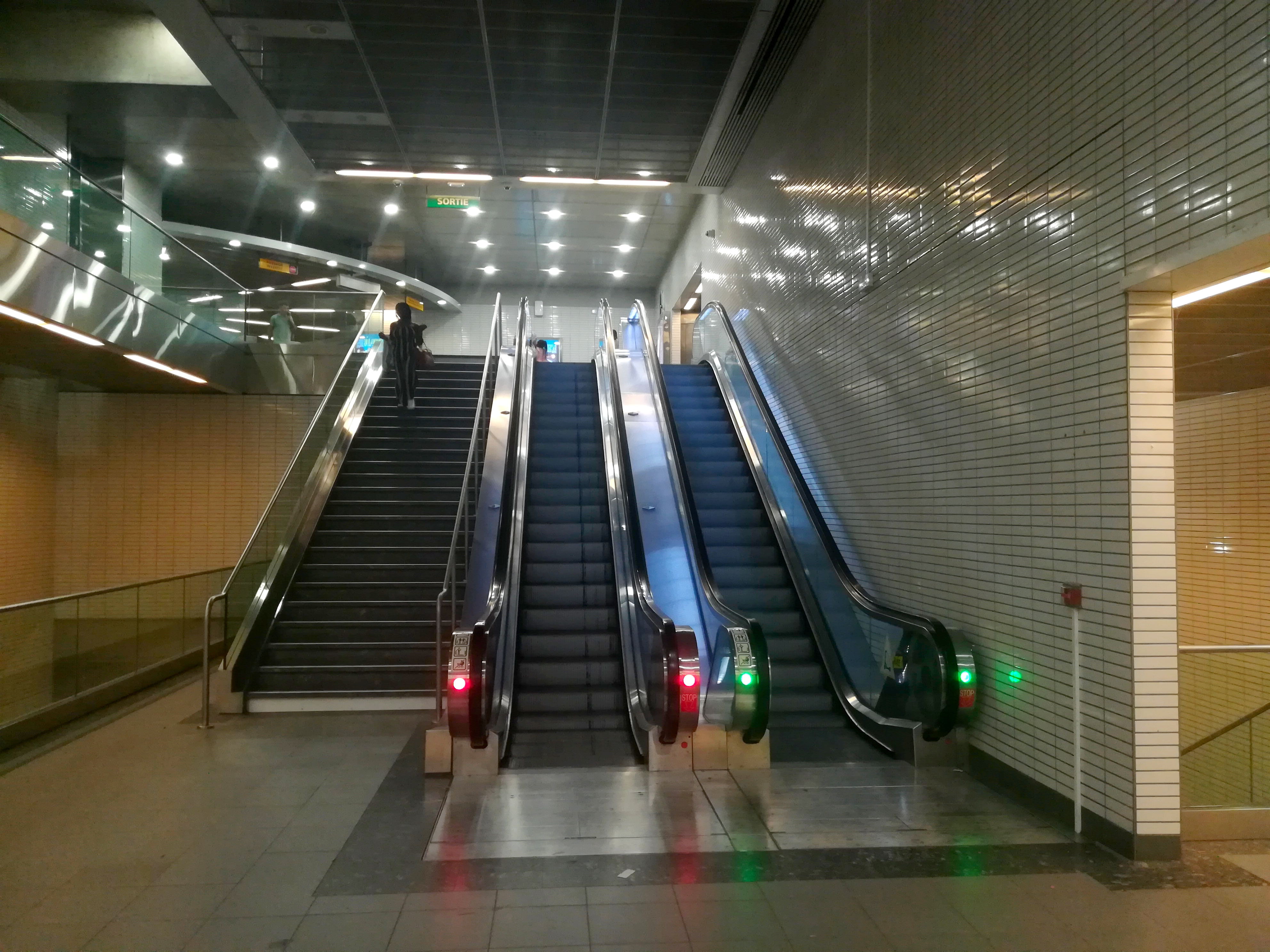
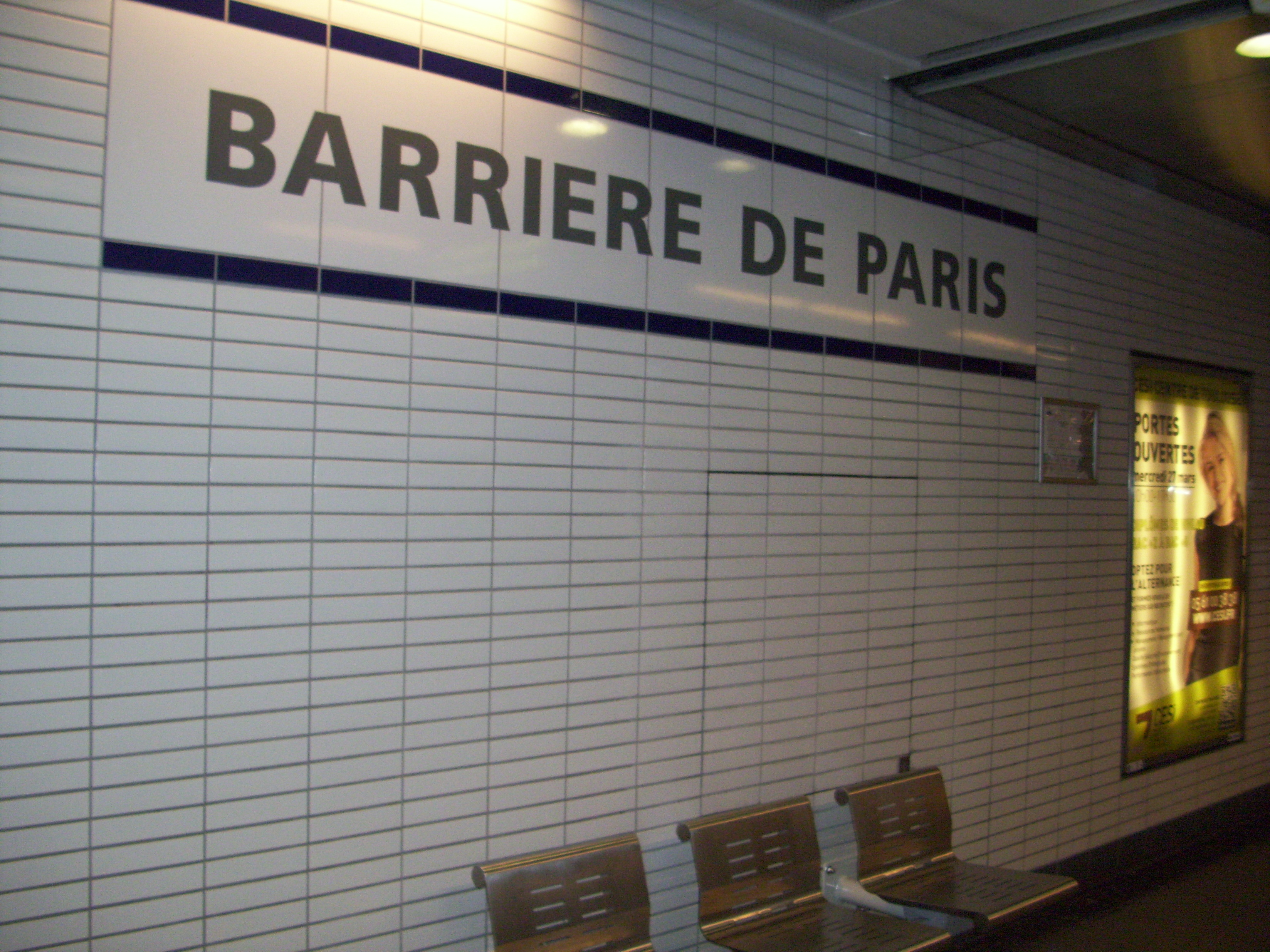

- installations

### Desserte
Comme sur le reste du métro toulousain, le premier départ des terminus (Borderouge et Ramonville) est à 5h15, le dernier départ est à 0h du dimanche au jeudi et à 3h le vendredi et samedi.

### Intermodalité
La station est desservie par les lignes 15, 29, 41, 110 et par la Navette Stade Ernest-Wallon du réseau Tisséo, par les lignes 351, 352, 372 et 377 du réseau Arc-en-Ciel, et par la ligne 848 du réseau liO.

## L'art dans la station
L'œuvre d'art de la station réalisée par Bernar Venet est située au milieu du rond-point de la Barrière de Paris et consiste en deux arcs en Acier Corten d'une hauteur 25 m.

## A proximité
- Stade des Minimes
- Lycée général et technologique Toulouse-Lautrec
- Station VélôToulouse no  125 BARRIÈRE DE PARIS